# Sint-Oelbertgymnasium
Het Sint-Oelbertgymnasium is een katholieke school in Oosterhout, Noord-Brabant. Het enige schooltype is voorbereidend wetenschappelijk onderwijs, gymnasium, dus Latijn of Grieks is verplicht. Het is een vrij kleine school met zo'n zeshonderd leerlingen, die genoemd is naar Sint Oelbert, een boer (en martelaar) die in de twaalfde eeuw leefde.

## Geschiedenis
Het Sint-Oelbertgymnasium komt voort uit het kleinseminarie van de paters Kapucijnen, gesticht in 1887 in Langeweg. In 1944 werd dit gebouw zwaar beschadigd door oorlogshandelingen en in 1953 kon de school  verhuizen naar het huidige gebouw aan de Warandelaan in Oosterhout. Vanaf 1959 werden externen toegelaten. Bij die gelegenheid werd de naam van de school veranderd in ‘Sint-Oelbertgymnasium/seminarie Paters Kapucijnen'. In 1966 startte het college met co-educatie.  Op 5 mei 1972 werd de Stichting Seminarie Paters Kapucijnen omgezet in de Onderwijsstichting Sint-Oelbert.  De laatste pater kapucijn ging in 1986 met pensioen.